# Постґрандж
Постґрандж (Post grunge) — різновид музичного напрямку ґрандж, який з'явився в середині 90-х. Популярність гранджу в 90-х років. Першим постґранджевим альбомом вважається Sixteen Stone британського гурту Bush та альбом Throwing Copper американського гурту Live. Більшу популярність здобули їх наступники — гурти Collective Soul, Stone Temple Pilots і Candlebox.

## Риси стилю
Принциповою відмінністю його від гранджу є більш м'який звук, заздалегідь розрахований під зручне радіомовлення. Структурно від попередника в стилі неодмінно зберігається хід «спокійно-різко», електрогітари з сильним ефектом дисторшн і прості рифи. Найчастіше багато колективів, які грають постґрандж відмовляються себе так називати, воліючи, як правило, іменувати себе хардроком. Музично постґрандж іноді важко відрізнити від поп-року, альтернативного року й альтернативного металу.
Крім фактичного зародження стилю з виходом дебютних альбомів перший постґрандж груп є умовна дата переходу від гранджу до постґранджу — це смерть лідера групи Nirvana Курта Кобейна в квітні 1994 року. Після цієї події масова популярність постґранджу почала зростати з появою таких груп як Godsmack, Foo Fighters, Seether, Creed, Staind, Skillet, Nickelback, Breaking Benjamin і Three Days Grace, та активної ротацією деяких колективів на американському музичному TV і радіо-мовлення.

## Різновиди
Постґрандж можна умовно розділити на два види: перший відрізняється м'яким звучанням, схожим на альтернативний рок і місцями на хардрок. Найяскравішими представниками є Foo Fighters, Audioslave, Daughtry, Nickelback, Theory of a Deadman, Poets of the Fall, Live, Chevelle, 3 Doors Down, Smile Empty Soul, Vertical Horizon, 12 Stones, Puddle of Mudd, Finger Eleven, Скрудж, Stone Sour, Blue October.
Інший різновид — це так званий «важкий постґрандж» або «grunge-core», який нерідко зараховують до ню-металу. Для музики такого типу характерно поєднання важкої музики з депресивними текстами і, як правило, жорсткішим вокалом. Така музика не надто поширена в музичній індустрії, однак вона не менш популярна, ніж звичайний постґрандж. І хоча у таких груп зустрічаються і спокійні пісні, переважна більшість — це саме «важкий постґрандж». Найпомітніші представники: Godsmack, Guano Apes, Безодня, Cold, Breaking Benjamin, Three Days Grace, Shinedown, Creed, Staind, Crossfade, Allele, Kritickill.
Балансують між цими двома різновидами такі гурти як 30 Seconds to Mars, Seether, Skillet і Red, Feeder, Hoobastank.
Існує також хронологічний поділ постґранджу на три хвилі.
Перша хвиля постґранджу припадає на середину 90-их років і протрималася 3-4 роки. Характерними ознаками першої хвилі були досить грубий і низький звук гітар, успадкований від гранджу, але при цьому зникли брудні рифи і дисонансні призвуки. Мелодика еволюціонувала у бік хард-року. Більшість пісень першої хвилі можна відносити безпосередньо до гранджу. Першу хвилю представляли ранні альбоми груп: Bush, Stone Temple Pilots, Silverchair, Foo Fighters, Candlebox.
Друга або класична хвиля постґранджу припадає на кінець 90-х. Будувався на поєднанні мелодійних переборів і низької гітари з сильним ефектом дісторшн. На цьому етапі постґрандж запозичив деякі риси альтернативного року та ню-металу, такі як частий палм-мьютинг, акустичні перебори, сильні мелодійні вставки, і остаточно втратив гранджеві в'язкість і грув. Класичні представники другої хвилі: Breaking Benjamin, Staind, Fuel, Cold, Seether, 12 Stones.
Третя хвиля набула виразних рис альтернативного року, таких, як значна швидкість гри, більш високий вокал і лад гітари (в класичному постґрандж гітари опускали досить низько). Також часто використовується 2 гітари для більш насиченого звуку. Стиль активно розвивається з 2003–2004 рр.. Представники: 30 Seconds to Mars, Dark Side Love, Evans Blue, Strata, Vaeda, InMe, Feeder, Jimmy Eat World.
Представниками пост гранджу в Україні є такі гурти, як Omana, Димна Суміш, Скрудж, Крихітка Цахес, Etwas Unders.[джерело?]
Іноді цей жанр плутають зі швидким панк-роком у піснях таких гуртів, як Роллік'с, Безодня, Feeder, Jimmy Eat World (свій різновид гранжу).